# Bukowa Góra (powiat kartuski)
Bukowa Góra (dodatkowa nazwa w j. kaszub. Bùkòwô Góra, niem. Bukowagorra) – wieś kaszubska w Polsce, położona w województwie pomorskim, w powiecie kartuskim, w gminie Sulęczyno. 
Wieś na Pojezierzu Kaszubskim położona nad zachodnim brzegiem jeziora Węgorzyno. Miejscowość jest częścią sołectwa Sulęczyno.
W latach 1975–1998 miejscowość administracyjnie należała do województwa gdańskiego.

## Nazwa miejscowości
Nazwa wsi została utrwalona w źródłach na początku XVII w. w kronice opata kartuskiego J. Schwengla oraz w księgach ławniczych Kościerzyny. W niemieckiej wersji oprócz najczęstszego Bukowagorra, pojawiało się też niedokładne tłumaczenie Eichenberg (Dębowa góra). Etymologia nazwy jest jasna. Pierwotna nazwa wzniesienia została przeniesiona na powstałą na nim wieś.
W okresie II wojny światowej w ramach systematycznej akcji hitlerowców zmiany słowiańskich nazw na terenie Kaszub i reszty Pomorza Wschodniego funkcjonowała oficjalna nazwa wsi Eichberg.

## Historia miejscowości
Na koniec 1892 r. wieś miała 128 mieszkańców, w roku 1910 liczba ta nieznacznie się zmniejszyła do 125. Wszyscy byli Kaszubami katolikami.